# Idioma español en África, Asia y Oceanía
El idioma español, muy significativo en América y en Europa (Peninsula Iberica), tiene también cierta presencia en África, Asia y Oceanía.

## Idioma español en África

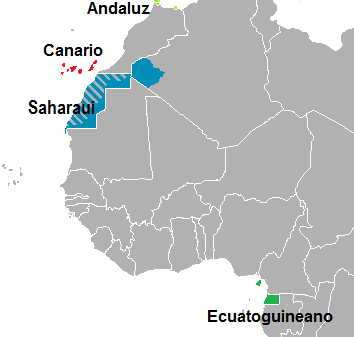
Dialectos del español en África

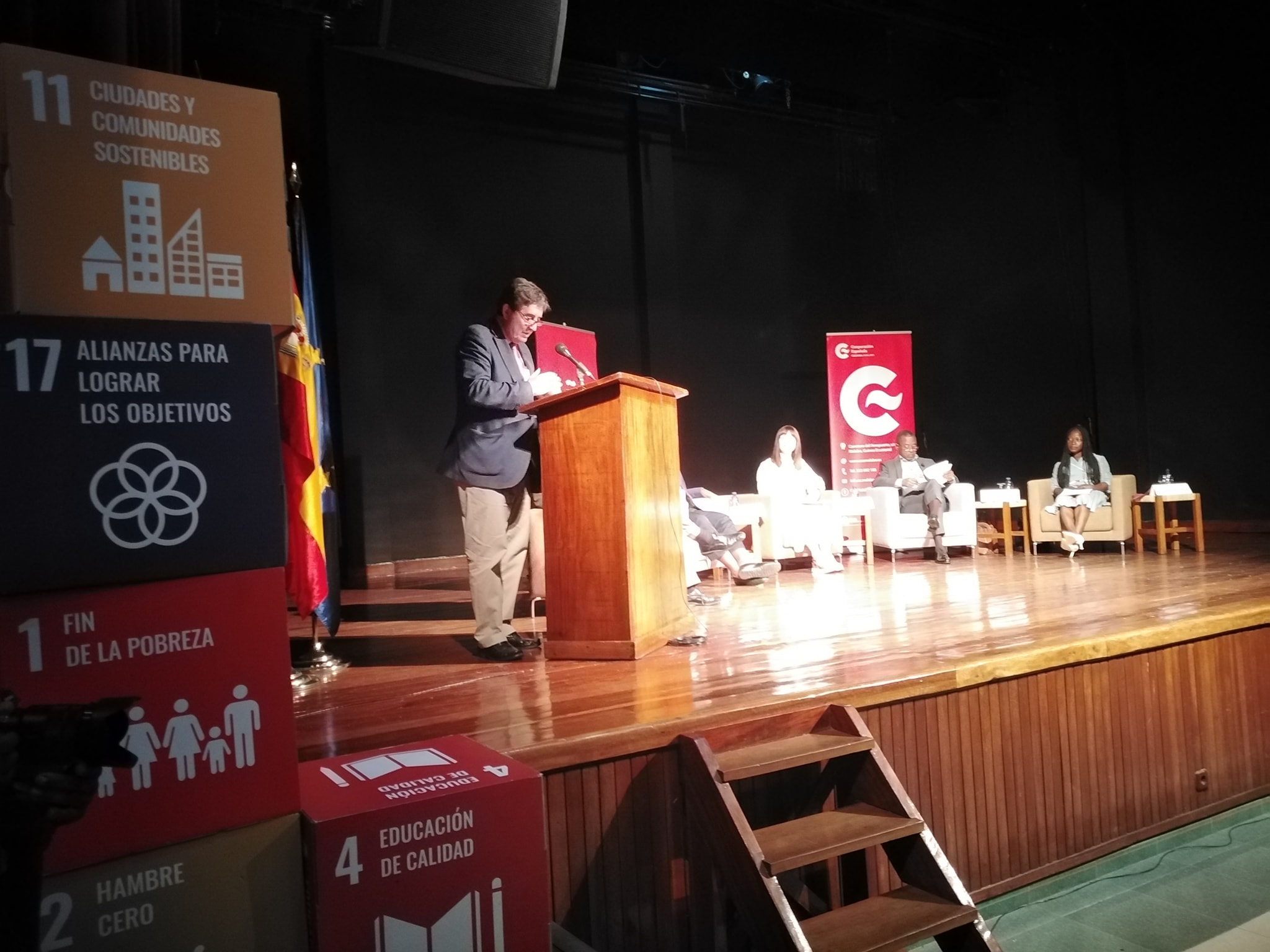
15.ª edición de la Tribuna del Hispanismo del Instituto Cervantes en el Centro Cultural de España en Malabo (21 de julio de 2022).

- El idioma español es oficial en Guinea Ecuatorial.
- Es oficial en toda España, y eso incluye la parte del país que geográficamente pertenece al continente africano: la comunidad autónoma de Canarias (con su propio dialecto canario) y las ciudades autónomas de Ceuta y Melilla.
- Es idioma promocionado y cooficial en el Sáhara Occidental, antigua colonia española y país con reconocimiento internacional limitado con el nombre de República Árabe Saharaui Democrática.
- Es muy popular como segunda lengua en Marruecos, además es uno de los países que tienen un número elevado de centro Cervantes. Según la embajadora marroquí en Colombia, hay hasta 7 millones[1] de personas hispanohablantes (tercera lengua europea hablada localmente tras el francés y el inglés). Los principales motivos de la prevalencia del español en el país es la proximidad con España y el hecho de que el norte de Marruecos fue un protectorado español.
- Se observa un creciente estudio del idioma en varios países: Argelia, Túnez, Egipto, Senegal, Costa de Marfil, Camerún, Angola, Mozambique, etc.[2]
- En Angola existe una tímida presencia formal del español, la Radio Nacional emite boletines informativos diarios en español y se imparte en escuelas privadas. La influencia cultural hispánica es derivada de la intervención militar y política cubana durante la Guerra Fría en varios países africanos y en Angola muy particularmente. Miles de cuadros superiores africanos, especialmente de los PALOP (Países Africanos de Lengua Oficial Portuguesa: Angola, Cabo Verde, Guinea-Bisáu, Mozambique y Santo Tomé y Príncipe), fueron y aún hoy son formados en los centros y universidades cubanos, hablando el dialecto de la isla.[3] En la capital de la provincia de Moxico, Luena, existen aproximadamente dos mil hispanohablantes de un total de diez mil habitantes.
- En Rabuni, provincia de Tinduf, Argelia, se encuentran los campos de refugiados saharauis en donde existe presencia del idioma español con aproximadamente dos mil hablantes. [cita requerida] En la entrada del museo del Ejército de Liberación Popular se aprecia el letrero en español.
- A petición de Guinea Ecuatorial, el español es idioma de trabajo de la Unión Africana y a través de una enmienda del artículo 11[4] del Acta Constitutiva de la Unión Africana, se ha incluido al español entre los idiomas oficiales "de la Unión y de todas sus instituciones".
- Existen dos grandes acervos de accesibles con producción africana de expresión española: Fondo Digital de Guinea Ecuatorial de la Biblioteca Digital de AECID y la Biblioteca Africana de la Biblioteca Virtual Miguel de Cervantes.
- Desde mediados de los 80, el Centro Cultural Hispano-Guineano convoca el "Certamen 12 de octubre-Día de la Hispanidad" como incentivo y difusión de la producción literaria local en español. Sostenido tras su cierre por los Centros Culturales de España en Bata y Malabo, a partir del 2019 se abrió la convocatoria a los países de los mares de Guinea (Nigeria, Camerún, Gabón, Santo Tomé y Príncipe y Guinea Ecuatorial). Con cada año, se constata una fuerte participación gabonesa y camerunesa quedando entre los premiados los hispanistas cameruneses como Guy Merlin Nana Tadoum (2020),[5] Leduc Jean-Baptiste Belebenie (2021)[6] o Céline Clémence Magnéché Ndé (2022). Una tendencia que confirma los académicos y hablantes de español en los países del África subsahariana no se circunscriben sólo al ámbito de Guinea Ecuatorial.
- En julio de 2022, el Instituto Cervantes organizó en el Centro Cultural de España en Malabo la 15.ª Tribuna del Hispanismo, dedicada las hispanismo ecuatoguineano.[7] En la misma, Luis García Montero anunció la "próxima apertura de una observatorio del Español en África con sede en Malabo".[8]

## Idioma español en Asia

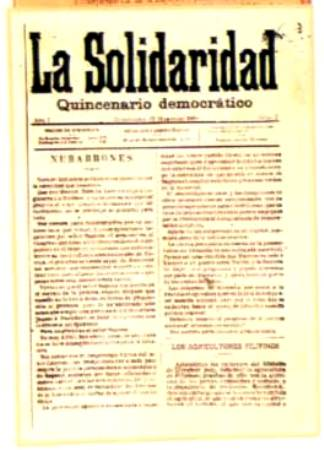
La Solidaridad, periódico filipino escrito y editado en español.

Existen minorías hispanohablantes en Filipinas, ya que el español fue idioma oficial mientras el país fue provincia española de ultramar (hasta 1898), y siguió teniendo cierto grado de oficialidad hasta el año 1987 con la entrada en vigor de la actual constitución del país. Aún continúa en vigor un decreto de 1973 por el que el español sigue siendo lengua oficial de Filipinas para todos aquellos documentos de la República que no han sido traducidos a la lengua nacional.  En los últimos años, ha resurgido un gran interés por parte de la población en aprender a hablar el español, principalmente por los jóvenes, ya que no ha dejado de ser un idioma significativo en el aspecto histórico y cultural. En la ciudad de Zamboanga el principal idioma local es el chavacano, un idioma criollo lexificado por el español. En la actualidad, el idioma español sigue muy presente tanto en los nombres y apellidos de los filipinos (antropónimos) originarios del archipiélago, como en el nombre de muchas de sus localidades (topónimos) y demarcaciones en todos los niveles administrativas.
También tiene importantes minorías en Israel. En este país se habla español y judeoespañol (variante del español antiguo, hablado por los judíos que habitaron la península ibérica hasta finales del siglo XV, conocidos como sefarditas) y por comunidades inmigrantes de habla hispana, destacando la comunidad argentina en Israel.
Se observa asimismo un creciente estudio del idioma en varios países. En Irán ha aumentado en las últimas décadas tanto el número de estudiantes como el número de profesores.

## Idioma español en Oceanía

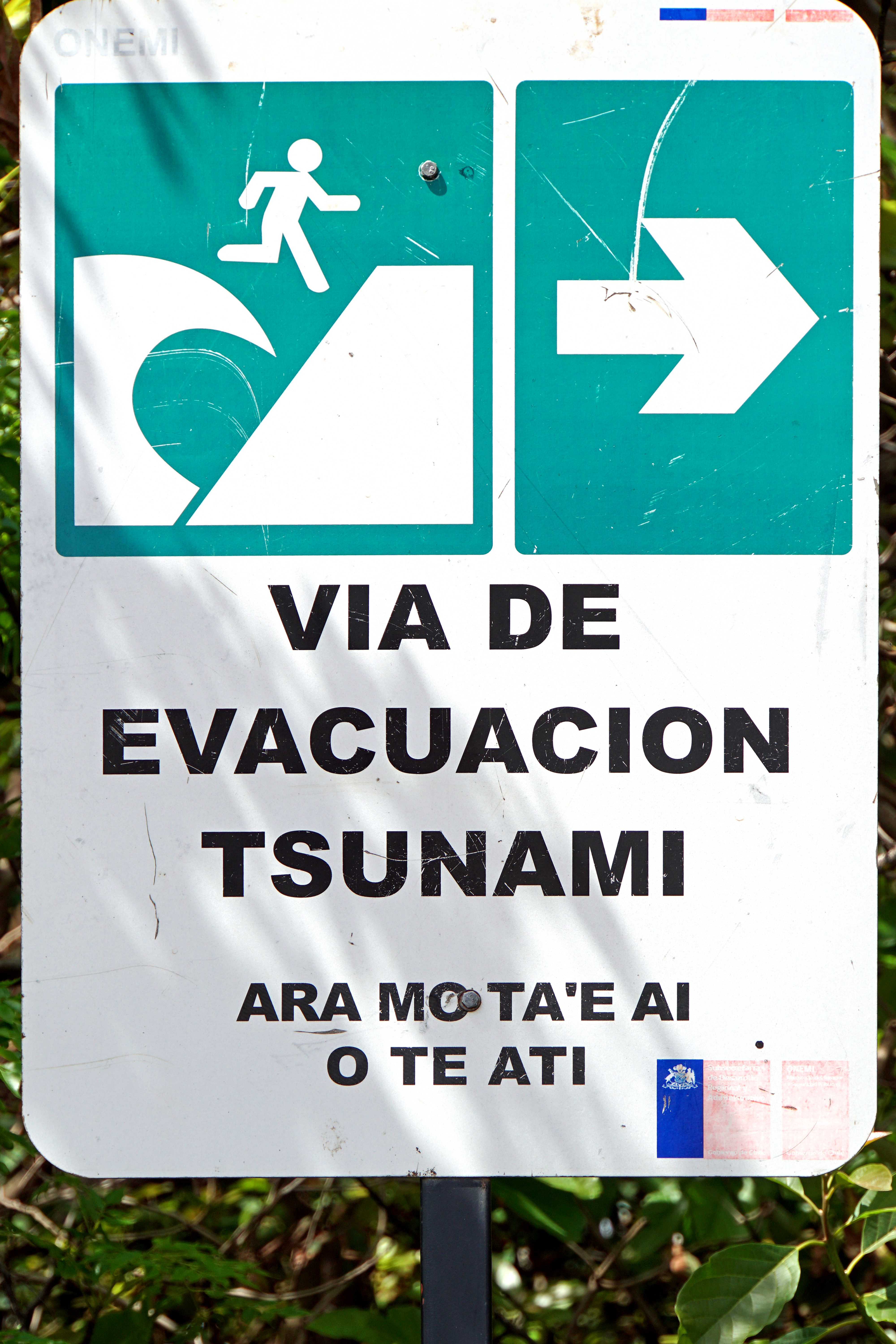
Aviso de ruta de evacuación en caso de tsunami en español y en rapanui en la isla de Pascua (Chile) que se encuentra en la Polinesia, en el continente de Oceanía.

- Es oficial en las dependencias oceánicas de Chile que son isla de Pascua y la isla de Sala y Gómez.[11]
- Tiene importantes minorías de inmigrantes en Australia y Nueva Zelanda.
- En Guam, territorio de Estados Unidos, se estudia español y existe una considerable literatura religiosa en dicho idioma, reflejada en oraciones y canciones, y se habla y es oficial el chamorro, lengua austronesia que tiene mucho léxico de origen español por haber sido la isla territorio español hasta 1898.[12]
- Se observa un creciente estudio del idioma en varios países y territorios: Australia, Nueva Zelanda, Hawái, Guaján, islas Marianas del Norte, islas Carolinas (Estados Federados de Micronesia), y otros territorios de Estados Unidos, etc.
- El español es hablado por más de medio millón de personas en el continente, como primer o segundo idioma o como lengua extranjera, según datos del Instituto Cervantes.